# Pekka Lunde
Per-Erik Pekka Gustaf Lunde, artistnamn Pekkanini, född 2 juli 1952 i Uppsala, död 30 juni 2021 i Göteborg, var en svensk kompositör och musiker med theremin som specialitet.
Lunde växte huvudsakligen upp i Vimmerby som son till rektor Alvar Lunde och Barbro, född Larsson. Han var medlem i musikgruppen Karlssons Kloster, vilken bildades 1975 i Göteborg och startade något år senare rockgruppen Ensamma Hjärtan tillsammans med Gunnar Danielsson från Risken Finns. De båda blev senare duogruppen Danielsson & Pekkanini som bland annat blev kända för sin sommarhit "Som Sommaren". 
Pekkanini släppte på 1980-talet två soloalbum: "Pekkanini" och "Spotlight". Han var sedan tidigt 1980-tal sysselsatt i huvudsak med att skriva musik för teaterscenen. Dramaten, Stockholms Stadsteater, Angereds Teater och Malmö Stadsteater är några av de institutioner han var verksam vid. Han arbetade även med ett antal fria grupper och projekt runt om i landet. Han var med i Talang 2010 och gick vidare från audition, men inte längre. Samma år vann han sin kategori "off the beaten track" i den Londonbaserade musiktävlingen The Peoples Music Awards med sin låt "Theremin goes Pop!".[källa behövs]
Pekka Lunde är begravd på Västra kyrkogården i Göteborg.